# Maschio dove sei
Maschio dove sei è il quarto album di inediti di Sabrina Salerno.

## Il disco
Il disco è stato pubblicato nel 1996, dopo una registrazione partita l'anno prima, ed è il primo disco della cantante cantato interamente in italiano; alcune tracce erano tuttavia state in precedenza registrate in inglese, per poi venire ricantate in italiano per la versione definitiva dell'album, come "Gioco perverso", originariamente intitolata "Maybe Your Love".
Questo lavoro è inoltre testimone di una nuova svolta di genere per la cantante che dalla musica disco degli anni ottanta è ora arrivata a cantare canzoni di carattere rockeggiante, passando per la dance pop del disco precedente.
Il disco è stato prodotto da Enrico Monti, attuale marito della cantante, e Massimo Riva, chitarrista di Vasco Rossi. La stessa Salerno ha dichiarato recentemente che la canzone Palpito d'Amore è stata scritta da Vasco Rossi.
Dall'album è stato estratto il singolo Fatta e rifatta, e diffuso il brano Maschio dove sei come singolo promozionale.
Successivamente, l'album è stato ripubblicato due volte: la prima nel 1997 con il titolo Numeri, che includeva la stessa tracklist più il brano Numeri, firmato da Gatto Panceri; la seconda nel 1999 con la tracklist identica ma con il titolo di Fatta... Rifatta.

## Tracce
1. Maschio dove sei - 4:53
2. Palpito d'amore - 3:56
3. Fatta e rifatta - 4:13
4. Cuore - 4:04
5. Non va - 2:52
6. La porta è sempre là - 3:49
7. Alice rivivrà - 3:27
8. Messico - 3:47
9. Tango italiano - 3:29
10. Gioco perverso - 4:56